# 強戰龍屬
强战龙属（学名：Imperobator，意为“强大的战士”）是近鸟型兽脚类恐龙的一个属，生存于晚白垩世马斯特里赫特期的南极詹姆斯罗斯岛。强战龙是南极目前仅有的两种非鸟兽脚类之一，是在南极仍为冈瓦纳古陆一部分的时候迁徒至此。唯一被描述的标本由加州大学古生物学博物馆派出的考察队于2003年发现，最初于2007年被描述为一种驰龙科。后期研究报道了同一地点发现的更多化石，包括牙齿及脑颅骨骼。这些化石于2019年被描述为大型近鸟类新属。
强战龙是已知最大的近鸟类之一，估计高2（6英尺7英寸），体型和犹他盗龙等大型驰龙科相仿。由于第二趾缺少驰龙科特有的“镰刀爪”，强战龙被暂时分类为亲缘关系不明的原始近鸟类。
强战龙发现于雪丘岛组兰布角段，该地层亦出产各类其它化石，其中许多物种都是在冈瓦纳古陆解体后在南极孤立进化出来，因此非常独特。与强战龙共存的生物包括鸟脚类恐龙莫罗龙和鸟类的南极鸟以及众多沧龙、蛇颈龙和翼龙。

## 发现与命名

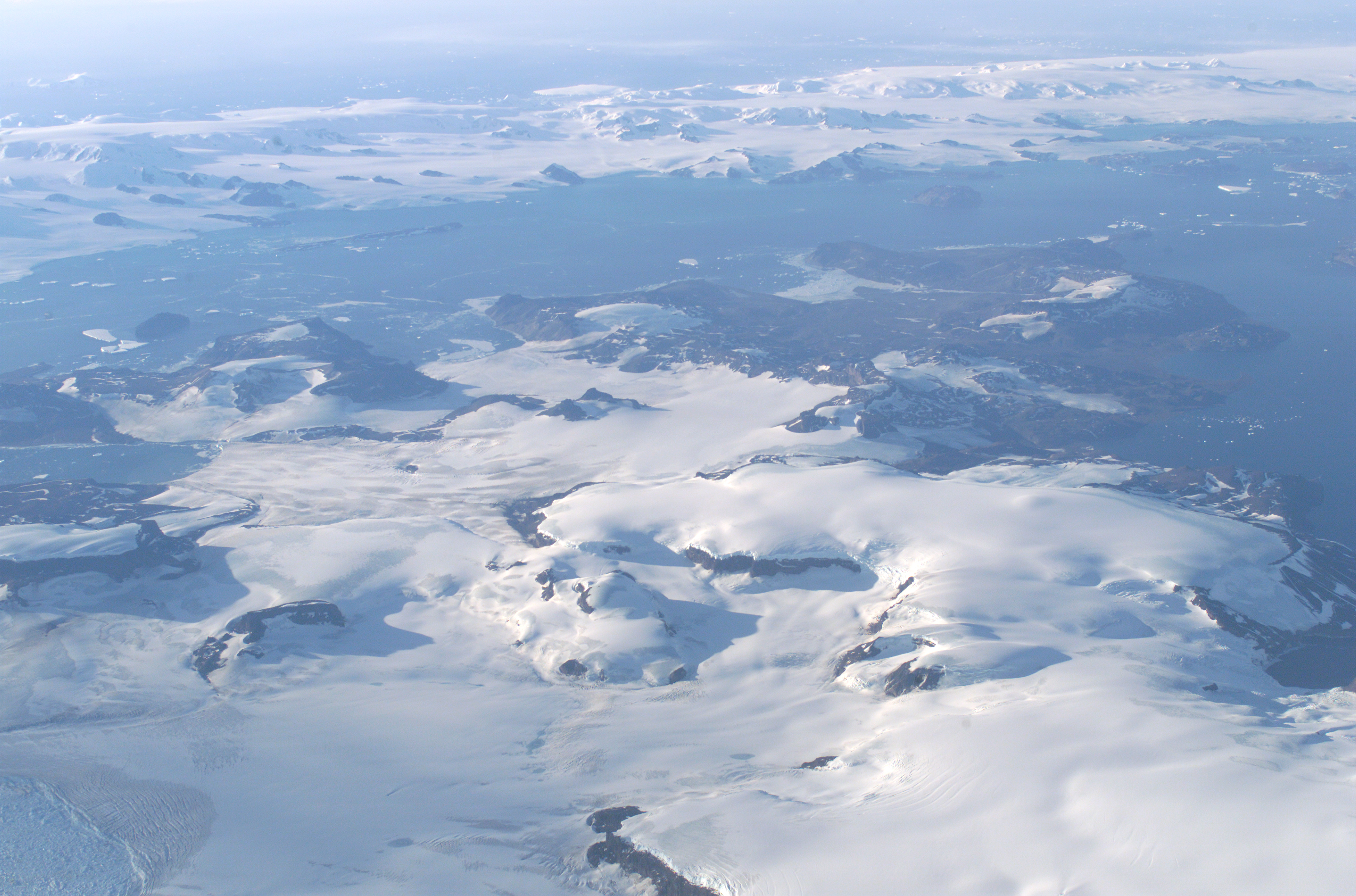
强战龙发现地詹姆斯罗斯岛的鸟瞰图

2003年，加州大学古生物学博物馆遣往南极詹姆斯罗斯岛内兹半岛寻找化石的考察队发现一只大型兽脚类恐龙的化石。该半岛有几处海相沉积的含化石露头，此处则隶属雪丘岛组兰布角段（Cape Lamb Member），地层年代可追溯至早白垩世马斯特里赫特期（约7100万年前）。该化石主要由不完整的孤立左脚组成，包括部分胫骨、一个不完整的距骨、部分跟骨与腓骨、爪骨、部分趾骨及跖骨，此外还发现了牙齿。标本后保存于加州大学古生物学博物馆，并被赋予编号UCMP 276000。东华盛顿大学和南达科他矿业及理工学院亦陈列着属于UCMP 276000的其它化石，包括可能来自前颌骨、上颌骨和／或齿骨的颅骨碎片及一节尾椎、更多牙齿与脚部材料。第三次南极半岛古生物计划（Antarctic Peninsula Paleontology Project）的探险队先后于2011和2016年在同一地点发现更多属于UCMP 276000个体的化石，如牙齿、不完整的脚爪骨、颅骨碎片及其它不明骨髂碎片，现以编号AMNH FARB 30894保存于美国自然历史博物馆。据拉曼纳等人（2019年）称，现已开始撰写对新遗骸的描述。
2005年发表的文献首次报道这些化石，作者认为该标本是“原冈瓦纳古陆恐龙动物群的原始残存物种”，并指出其衍生特征少于马斯特里赫特期的其它驰龙科。2007年发表一篇对该兽脚类标本的较详细描述，其中认为此标本属于驰龙科，并按发现地点称之为“内兹驰龙”（"Naze dromaeosaur"）。化石属于驰龙科的观点并不正确，因为其脚部缺少独特的镰刀爪及该科其它特征。此标本由美国古生物学家里卡多·伊利（Ricardo Ely）和贾德·凯斯（Judd Case）于2019年正式描述为新属新种南极强战龙（Imperobator antarcticus）的正模标本。属名源自拉丁语，意为“强大的战士”，种名指发现标本的大陆。

## 描述
正模标本长约45（1英尺6英寸）。估计强战龙高2（6英尺7英寸），体型和已命名的最大驰龙科——犹他盗龙近似。这表明强战龙患有巨人症，该特征在近鸟类中并不常见，在犹他盗龙、南方盗龙、恐爪龙及达科他盗龙身上最为显著。虽曾被归入驰龙科，但其某些特征与后者截然不同，包括缺少镰刀爪、第二跖骨远端表面光滑及第二趾无爪骨，故被归入近鸟类。标本还保存了上颌齿及齿骨齿，这些牙齿长而弯且尖锐，类似其它肉食性近鸟类。

### 腿部
本属虽仅有零散后肢遗骸被发现，但在某些方面仍是独特的。左胫骨远端及部分距骨保存了下来，但大部分特征皆为风蚀及霜冻所磨灭。还有一对跟骨保存下来，这对骨骼与腓骨融合，是该属一项独特特征。跟骨内表面有用于连接距骨的窝（浅凹）。跟骨有一圆形光滑表面，被一道沿背侧延伸的沟槽所分隔。左跗骨前后长度大于宽度，轮廓在前视图中近似三角形。
跖骨也保存了下来，但皆零散而残破。其中第二及第四跖骨碎成三块、第三跖骨碎成两块。第五跖骨可能也保存了下来，但伊利与凯斯（2019年）并未明确说明。第二跖骨在近鸟类中极为独特，因为其横截面呈平行四边形，而其它属呈圆形。上面还可能存在另一项鉴别特征，即骨干（长骨中段）末端近中侧倾斜，但也有可能是病理特征。第三跖骨严重受损，但关节末端在前视图中具有对称远端及三角形近端，与其它近鸟类相同。第四跖骨有一道沿其后缘延伸的长嵴，近端在比例上宽于其它跖骨。第二趾虽不完整，但留存有第二节趾骨近端半截及爪骨。第三趾仅存近端趾骨碎片且保存较差。还发现一节属于第四趾的完整近端趾骨。不完整的爪骨生有突出的屈肌嵴，而巴拉乌尔龙亦有此特征。

## 分类

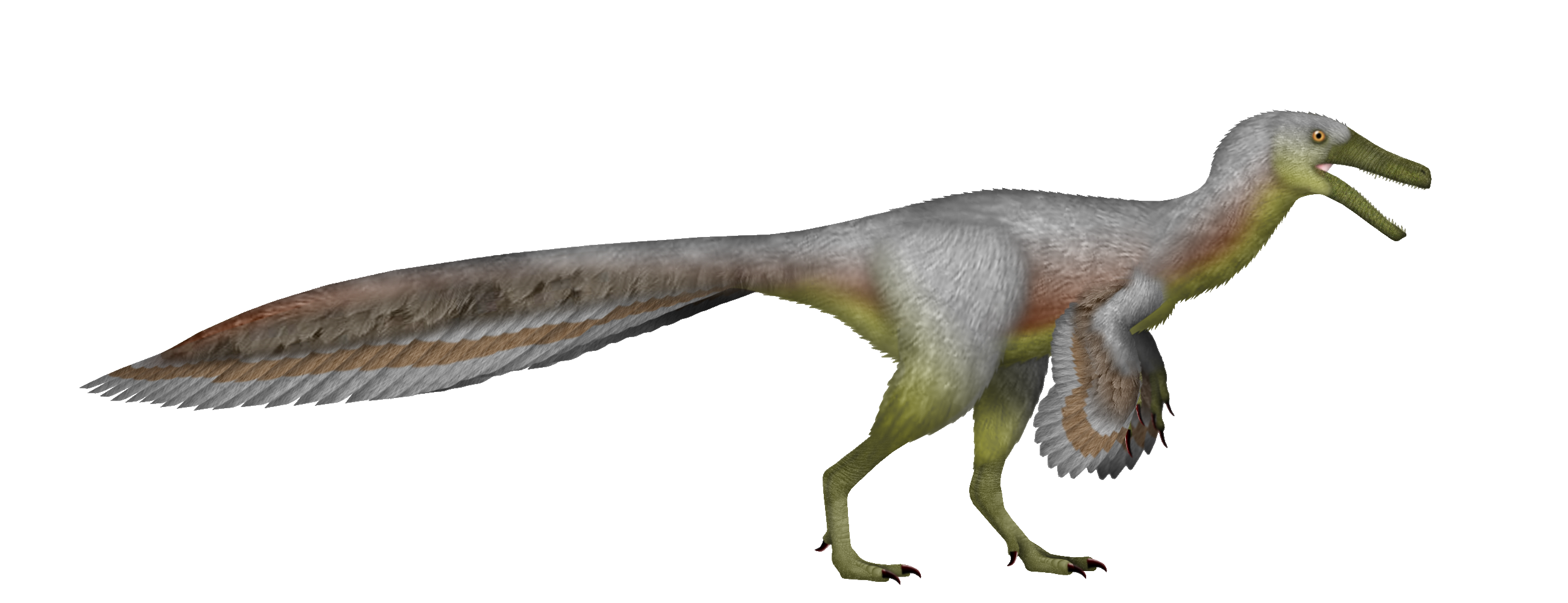
假想的复原图

本属正式描述之前，2007年发表的一篇论文曾将其归入驰龙科，并称之为“内兹驰龙”。鉴于UCMP 276000缺乏包括锋利镰刀爪在内的多项驰龙科特征，该结论显然有误，而命名描述强战龙的论文也仅将其归入近鸟类。正式描述中，作者将该分类单元恢复为一种近鸟型兽脚类，并与该类群的较小成员近缘：
|  | 近鸟龙 Anchiornis                                                     |
|  |                                                                       |
|  | 始中国羽龙 Eosinopteryx                                               |
|  |                                                                       |
|  | 足羽龙 Pedopenna                                                      |
|  |                                                                       |
|  | 强战龙 Imperobator                                                    |
|  |                                                                       |
|  | \| \| 晓廷龙 Xiaotingia \| \| \| \| \| \| 曙光鸟 Aurornis \| \| \| \| |
|  |                                                                       |
|  | 伤齿龙科 Troodontidae                                                 |
|  |                                                                       |
|  | 驰龙科 Dromaeosauridae                                                |
|  |                                                                       |
|  | 鸟翼类 Avialae                                                        |
|  |                                                                       |
|  | 晓廷龙 Xiaotingia                                                     |
|  |                                                                       |
|  | 曙光鸟 Aurornis                                                       |
|  |                                                                       |

|  | 晓廷龙 Xiaotingia |
|  |                   |
|  | 曙光鸟 Aurornis   |
|  |                   |

同年，斯科特·哈特曼（Scott Hartman）等人在西鸟龙描述中进行一项关于兽脚类的大规模系统发育分析，其中将强战龙（当时尚未命名）恢复成一种与恐手龙科近缘的原始似鸟龙类。然而，作者之一将该分析更新过后产生的版本，却将其恢复为处于驰龙科、半鸟亚科及伤齿龙科之外的恐爪龙下目原始成员。2024年，掠鸟龙描述者提出强战龙可能属于半鸟亚科。

## 古环境

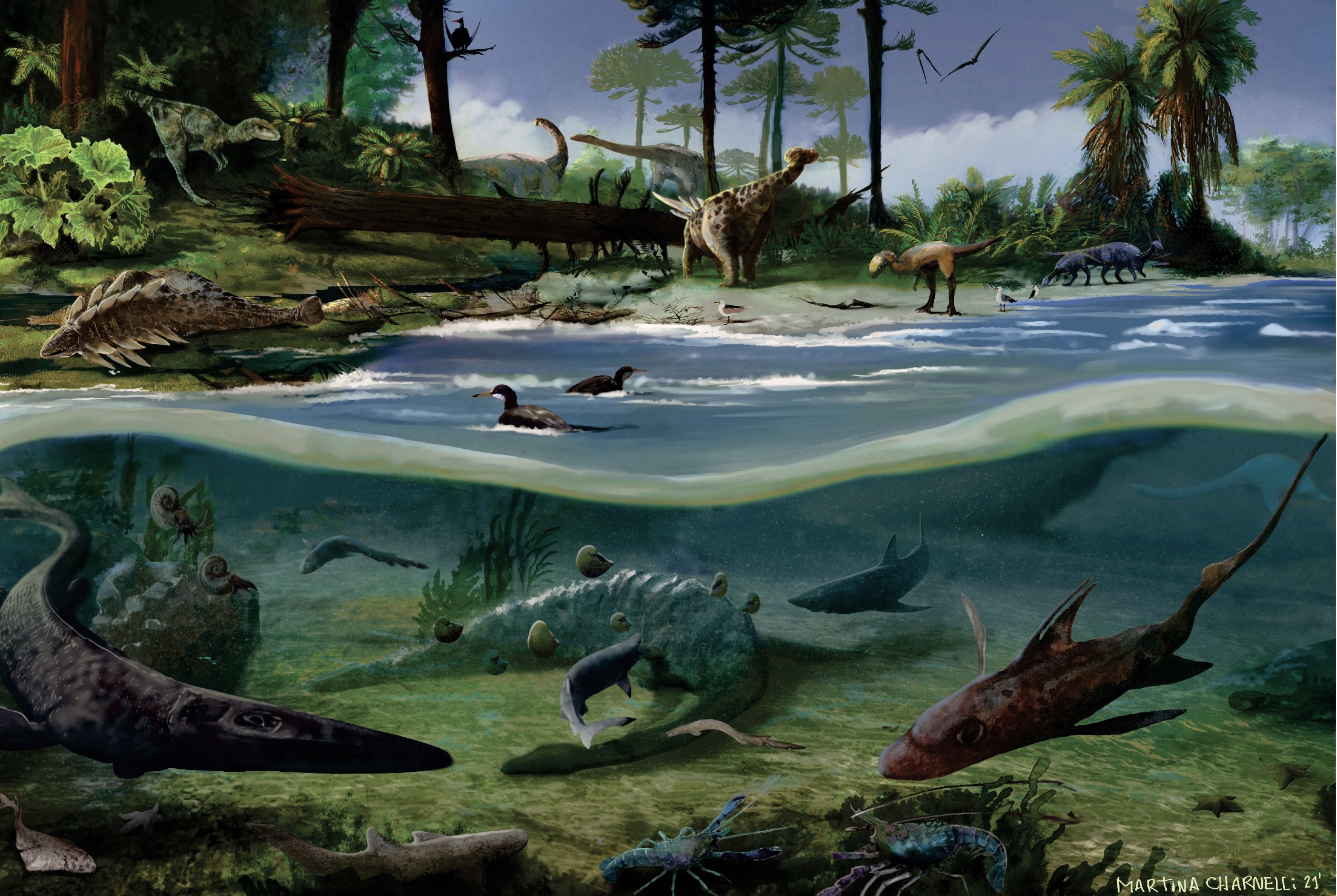
雪丘岛组动植物群复原图，强战龙位于画面前景左侧

强战龙化石仅发现于詹姆斯罗斯岛（南极半岛东北边缘詹姆斯罗斯岛群的一座岛）雪丘岛组兰布角段。雪丘岛组是南极仅有的两处主要含恐龙岩层之一，这片大陆上所有被命名的恐龙中，仅有两种不是出自该地层。其植物组成、生境及气候类似现代火山弧。在强战龙生存的时期，地球气候比现在温暖潮湿得多，南极也没有冰，生境则以针叶林、苏铁及银杏为主导。但当时栖息在南极的动物，冬天仍要忍受长时间的黑暗，就像今天的南极洲一样。
强战龙化石表面存在些许风化及磨损，表明其经历过极小的搬运、再造及近地风化作用。南极甲龙正模标本则不同，可能是先漂入海中再被海床上的海洋沉积物掩埋。强战龙发现地出土的菊科（包含向日葵和雏菊的类群）花粉粒，是该科已采集到的最古老记录。泥炭藓科及卷柏科、石松科和杜鹃科等其它几个类群表明部分环境可能是潮湿的，类似泥炭沼泽。兰布角段还出土了其它生物的化石，如植食性鸟脚类莫罗龙、一种分类不明的棱齿龙科、鸟翼类的南极鸟、一种分类不明的今鸟类、一种未命名的蛇颈龙类、薄板龙科的维加龙、沧龙科的海怪龙、平齿蜥、扁掌龙和沧龙、七鳃齿鲨等鲨鱼还有几种属于真骨类、辐鳍鱼总纲、乞丐鱼目及楔头鱼科等类群的硬骨鱼。兰布角段各层还发现了有壳的菊石——一类水生有壳头足纲。